# Wet 'n Wild Orlando
Pour les articles homonymes, voir Wet 'n Wild.
Wet 'n Wild Orlando est un parc aquatique américain appartenant à la compagnie Wet 'n Wild situé à Orlando, en Floride, aux États-Unis.  Il a été fondé par George Millay, le créateur de SeaWorld le 13 mars 1977. Il est considéré comme le premier parc aquatique majeur des États-Unis. Le parc est exploité par Universal Parks & Resorts mais n'est cependant pas lié au complexe Universal Orlando Resort, situé de l'autre côté de l'Interstate 4. La fermeture de Wet 'n Wild Orlando est annoncée pour la fin de l'année 2016 ; il fut depuis remplacé par le parc Universal's Volcano Bay, celui-ci étant intégré au complexe Universal Orlando Resort.

## Histoire

### Développement et propriété
En développant SeaWorld, George Millay s'est rendu compte de la nécessité d'un parc aquatique, rappelant plus tard «Qu'être en Floride, avec toute sa chaleur et son soleil chaud, vous pensez naturellement à vous rafraîchir dans l'eau». Au milieu des années 1970, il a dirigé son temps et son argent vers le projet. L'idée provient de Splash Pad à Ontario Place au Canada et de la piscine à vagues du Point Mallard Park, en Alabama. Son désir était de combiner ces deux éléments et de construire sur celui-ci afin d'obtenir un bon retour sur investissement. En raison de son succès antérieur avec SeaWorld, il a pu former une équipe d'investisseurs pour financer le projet.
Le parc a ouvert ses portes à Orlando, en Floride, le 13 mars 1977. Bien qu'il ait été ouvert en période de pluie et qu'il subisse une perte de 600 000 $ au cours de sa première année de fonctionnement, Millay l'a ouvert. Il a ensuite affirmé qu'il "a commencé à gagner de l'argent la deuxième année et n'a jamais regardé en arrière". Le succès du parc a engendré plusieurs autres parcs Wet 'n Wild en Amérique. Il a reçu le tout premier prix Lifetime Achievement du World Waterpark Association qui l'a nommé le «Père du parc aquatique» officiel.
En 1998, Millay a vendu ses intérêts dans ses parcs. L'emplacement d'Orlando a été acheté par Universal Studios Recreation Group, qui a continué à louer le terrain sur lequel il se trouve. À la mi-2013, Universal a acheté les terres de 50 acres (20 ha) pour 30,9 millions de dollars.

### Expansion et dernières années
En 1998, Hydra Fighter a été ajouté au parc. Il s'agit de gondole suspendue avec des pistolets à eau à haute puissance.
En 2000, le parc a rénové sa zone pour enfants Kids Park. Le thème de l'aviation d'origine a été transformé en thème du château de sable. La rénovation a vu trois toboggans "Kidz" de la technologie ProSlide ajoutés ainsi qu'un château avec un seau de basculement qui a déversé 250 gallons américains (950 l, 210 imp gal) d'eau tous les trois minutes et demi. À l'exception des trois toboggans, elle a été entièrement fabriquée par Integrity Attractions.
En 2001, le parc a lancé un plan d'expansion pluriannuel avec le fabricant canadien de toboggan aquatique, ProSlide Technology. Il a ajouté The Storm, une paire de ProBowls, en 2001 ; The Blast, un toboggan en ligne, en 2003; Disco H2O, un Behemoth Bowl, en 2005 et Brain Wash, un Tornado inclus, en 2008.
En 2011, le parc Kids a été démoli. En 2012, il a été remplacé par Blastaway Beach, une aire de jeux d'eau pour enfants plus grande, également sur le thème des châteaux de sable.
En 2014, Bubba Tub a été retirée et remplacée par Aqua Drag Racer, un toboggan de course à quatre voies.
Le 17 juin 2015, il a été confirmé que le parc fermerait le 31 décembre 2016 pour être remplacé par le parc aquatique Universal nommé Volcano Bay.

### La fréquentation
Le parc était le parc aquatique le plus fréquenté aux États-Unis jusqu'en 1999, lorsque Typhoon Lagoon et Blizzard Beach de Walt Disney World Resort les surpassa. À l'époque, il représentait environ 1,3 million de visiteurs depuis plusieurs années.

## Les attractions

### Attractions finales
| Nom                                 | Type                                  | Fabricant       | Ouverture | Remarques                                            |
| ----------------------------------- | ------------------------------------- | --------------- | --------- | ---------------------------------------------------- |
| Black Hole                          | Deux tubes de glisse en ligne fermées |                 | 1990      | Remplace le Corkscrew.                               |
| The Bomb Bay                        | Toboggan à chute                      |                 |           |                                                      |
| Der Stuka                           | Toboggan à chute                      |                 | 1986      |                                                      |
| Lazy River                          | Lazy River                            |                 | 1977      |                                                      |
| The Wake Zone                       | Sports Nautique                       |                 | 1977      |                                                      |
| Wave Pool Surf Lagoon               | Piscine à vagues                      |                 | 1997      |                                                      |
| Aqua Drag Racer                     | Quatre toboggans de course            | ProSlide        | 2014      | Remplace Bubba Tub.                                  |
| Blastaway Beach                     | Zone pour Enfant                      | ProSlide        | 2012      | Remplace Kids Park.                                  |
| The Blast                           | Toboggans en tubes en ligne           | ProSlide        | 2003      | Remplace Raging Rapids.                              |
| Brain Wash                          | Tornado fermé                         | ProSlide        | 2008      | Replaced Hydra Fighter et Hydra-Maniac/Blue Niagara. |
| Disco H2O                           | Behemoth Bowl fermé                   | ProSlide        | 2005      |                                                      |
| The Flyer (initialement Fuji Flyer) | Deux tubes de glisse en ligne         | ProSlide        | 1996      | Remplace le Mach 5 Beta.                             |
| The Storm                           | ProBowls                              | ProSlide        | 2001      |                                                      |
| The Surge                           | Mammoth                               | ProSlide        | 1994      |                                                      |
| Mach 5                              | Trois tapis à glissière               | WhiteWater West | 1986      |                                                      |

### Anciennes attractions
| Name          | Type                                   | Manufacturer                    | Opened | Closed | Notes                                                                 |
| ------------- | -------------------------------------- | ------------------------------- | ------ | ------ | --------------------------------------------------------------------- |
| Corkscrew     | Toboggans fermés                       |                                 | 1977   | 1990   | Remplacé par The Black Hole                                           |
| Banzai Boggan | Deux toboggans à luge                  |                                 |        | 1986   | Remplacé par Hydra Maniac                                             |
| Hydra Maniac  | Deux toboggans fermés                  | WhiteWater West                 | 1986   | 1994   | Remplacé par the Surge                                                |
| Hydra Fighter | Attraction suspendue                   |                                 | 1998   | 2007   | Remplacé par Brain Wash.                                              |
| Blue Niagara  | Deux glissières à tire-bouchon fermées |                                 | 1986   | 2007   | Remplacé par Brain Wash.                                              |
| Kids Park     | Zone pour Enfant                       |                                 | 1992   | 2000   | Remplacé par une nouvelle attraction du même nom (Kids Park) en 2000. |
| Kids Park     | Zone pour Enfant                       | ProSlide, Integrity Attractions | 2000   | 2011   | Remplace Kids Park de 2000, fermé et remplacé par Blastaway Beach.    |
| Mach 5 Beta   | Toboggans en tubes en ligne            | WhiteWater West                 | 1986   | 1995   | Remplacé par The Flyer.                                               |
| Kamikaze      | Toboggan à chute                       |                                 | 1977   | 1992   | Remplacé par Bubba Tub                                                |
| Raging Rapids | Toboggans en tubes en ligne            |                                 | 1986   | 2002   | Remplacé par The Blast.                                               |
| Bubba Tub     | Toboggan familiale                     | ProSlide                        | 1992   | 2014   | Remplacé par Aqua Drag Racer.                                         |

## Dans la culture populaire
Le parc a été présenté dans Extreme Waterparks de Travel Channel et a également été le cadre de la vidéo musicale pour "Se A Vida É", par Pet Shop Boys.

## Galerie

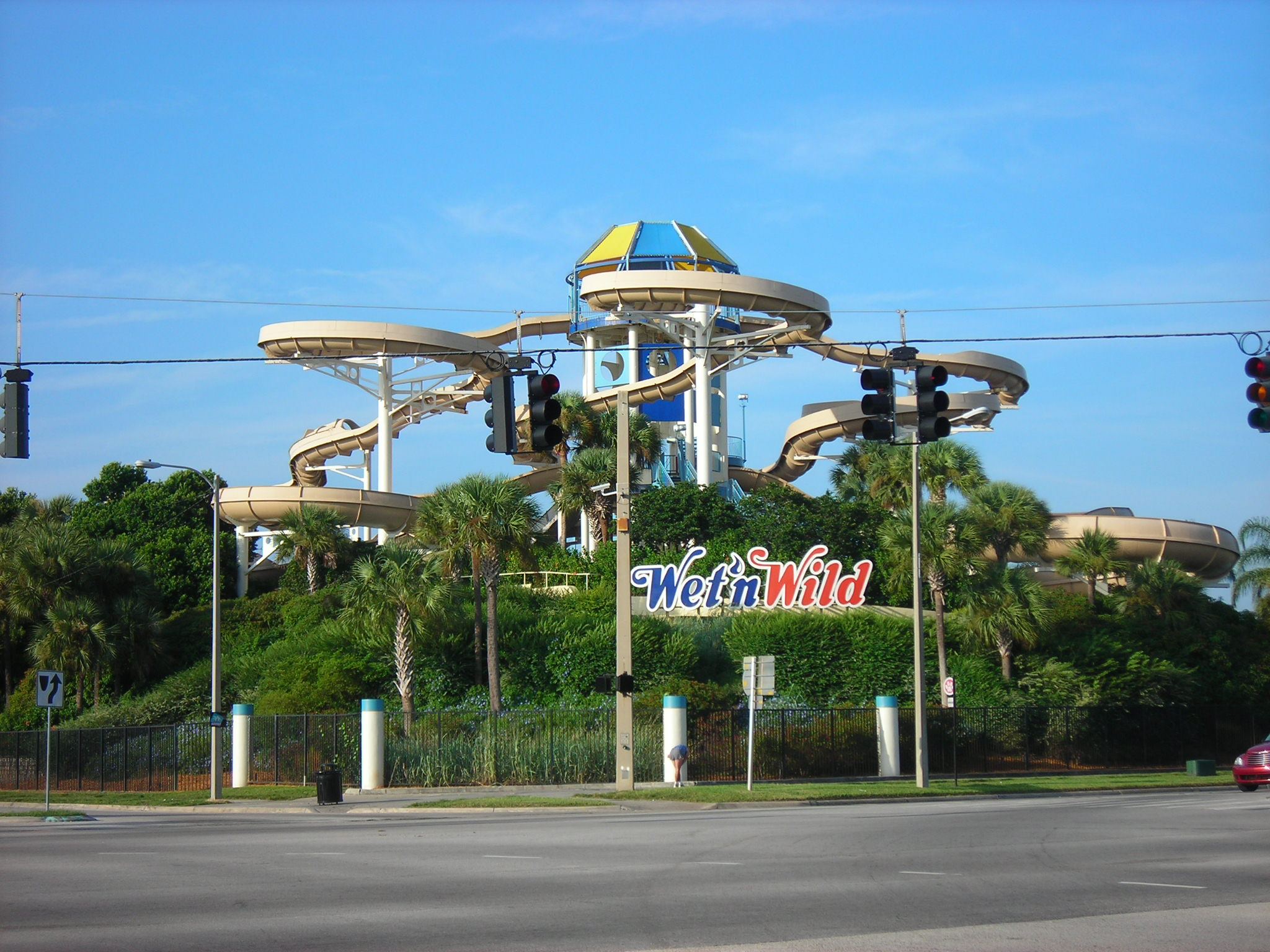
Vue du parc depuis International Drive.
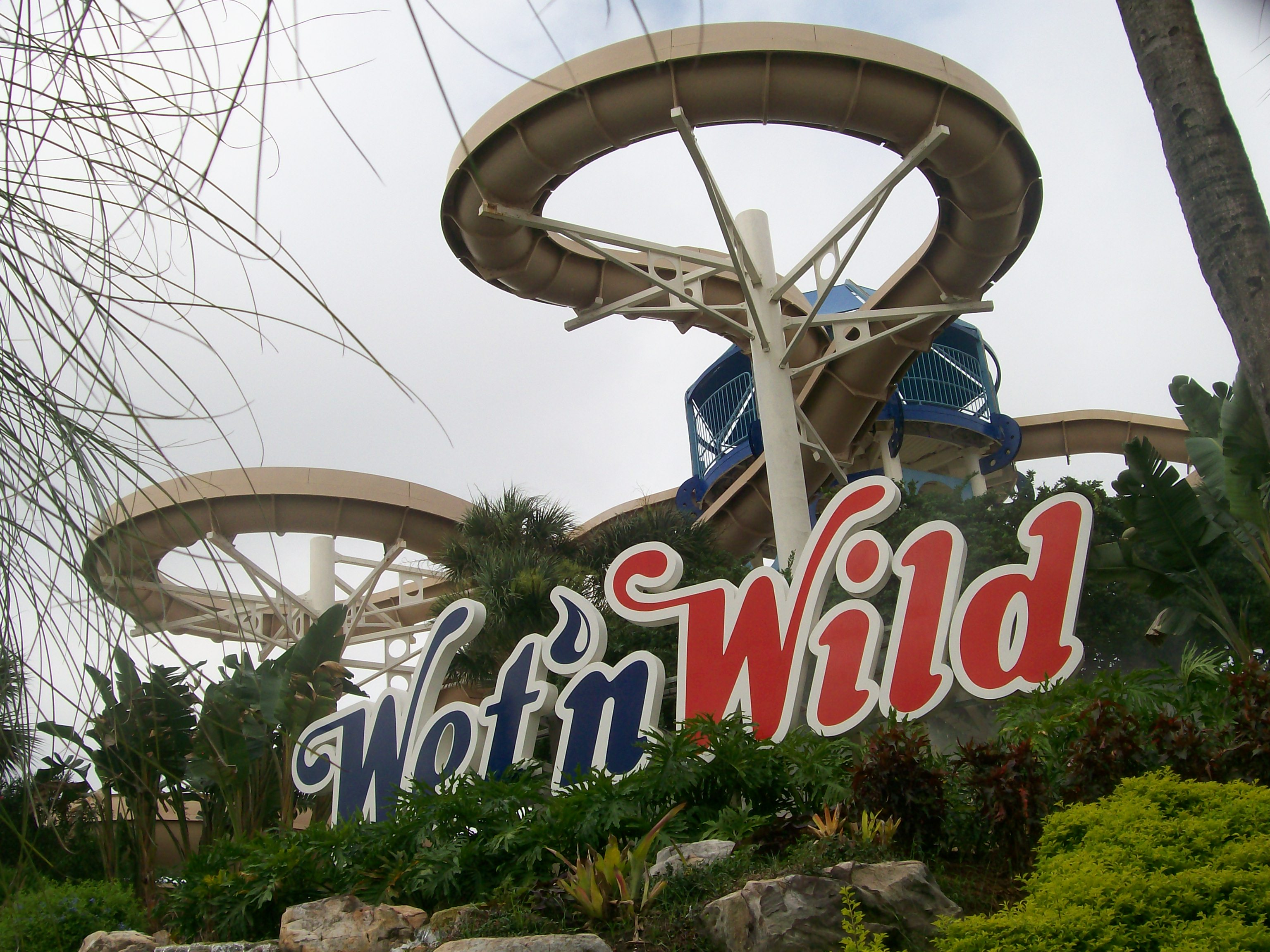
Logo du parc